# 대한민국 민법 제729조
대한민국 민법 제729조는 종신정기금의 채무자귀책사유로 인한 사망과 채권존속선고에 대한 한국 민법 채권법 종신정기금의 조문이다. 1958년 2월 22일에 법률 제471호로 제정되어 1960년 1월 1일에 시행되었다.  2011년 3월 7일에 전문개정되었고 2021년 1월 26일에 법률 제17905호로 일부개정되어 시행되었다.

## 조문
제729조(채무자귀책사유로 인한 사망과 채권존속선고) ① 사망이 정기금채무자의 책임있는 사유로 인한 때에는 법원은 정기금채권자 또는 그 상속인의 청구에 의하여 상당한 기간 채권의 존속을 선고할 수 있다.
② 전항의 경우에도 제727조의 권리를 행사할 수 있다.

第729條(債務者歸責事由로 因한 死亡과 債權存續宣告) ① 死亡이 定期金債務者의 責任있는 事由로 因한 때에는 法院은 定期金債權者 또는 그 相續人의 請求에 依하여 相當한 期間 債權의 存續을 宣告할 수 있다.
② 前項의 境遇에도 第727條의 權利를 行使할 수 있다.

## 비교 조문
제727조(종신정기금계약의 해제) ① 정기금채무자가 정기금채무의 원본을 받은 경우에 그 정기금채무의 지급을 해태하거나 기타 의무를 이행하지 아니한 때에는 정기금채권자는 원본의 반환을 청구할 수 있다. 그러나 이미 지급을 받은 채무액에서 그 원본의 이자를 공제한 잔액을 정기금채무자에게 반환하여야 한다.
② 전항의 규정은 손해배상의 청구에 영향을 미치지 아니한다.

## 참고 문헌
- 오현수, 일본민법, 진원사, 2014. ISBN 9788963463452
- 오세경, 대법전, 법전출판사 , 2014 ISBN 9788926210277
- 이준현 , LOGOS 민법 조문판례집, 미래가치, 2015. ISBN 9791155020869

## 같이 보기
- 종신
- 정기금
- 해제